# Банкеты, ублюдки и похороны
«Банкеты, ублюдки и похороны» (англ. Of Banquets, Bastards and Burials) — четвёртая серия первого сезона телесериала Netflix «Ведьмак», снятая режиссёром Алексом Гарсией Лопесом по сценарию Деклана де Барры. Она появилась в открытом доступе в один день с остальными — 20 декабря 2019 года.

## Сюжет и название
Название серии стало известно 2 ноября 2019 года благодаря публикации на сайте Гильдии сценаристов США. Позже (22 ноября) Netflix опубликовал слоган этого эпизода — «Платой станет право неожиданности». Отсюда был сделан вывод, что четвёртая серия станет экранизацией рассказа Анджея Сапковского «Вопрос цены» из сборника «Последнее желание». Действие этого рассказа происходит в Цинтре: королева Калантэ приглашает Геральта на пир, чтобы тот помог ей устранить претендента на руку принцессы Паветты.
Одна из сюжетных линий этого эпизода действительно основана на «Вопросе цены». Ведьмак появляется на пиру в Цинтре (правда, по приглашению Лютика, а не королевы Калантэ) и спасает от неминуемой смерти Йожа из Эрленвальда, возлюбленного принцессы Паветты. Калантэ одобряет брак дочери и Йожа, и благодаря этому с последнего спадает проклятие. В благодарность Йож обещает Геральту то, чего он не ждёт, и тут же выясняется, что Паветта беременна.
В четвёртом эпизоде есть ещё две сюжетных линии. Йеннифэр из Венгерберга пытается спасти от наёмного убийцы королеву Аэдирна и её дочь, но терпит неудачу (эта линия отсутствует в книжном первоисточнике, однако персонаж Калис — королева Лирии — упоминается в видеоигре «Кровная вражда: Ведьмак. Истории»); Цирилла находит убежище у дриад в Брокилонском лесу, а преследующий её нильфгаардец Кагыр узнаёт, где она. Становится известно, что при падении Цинтры смог выжить придворный чародей Мышовур.

## В ролях
- Генри Кавилл — Геральт из Ривии
- Аня Чалотра — Йеннифэр из Венгерберга
- Гая Мондадори — Паветта
- Фрейя Аллан — княжна Цирилла
- Джои Бэти — Лютик
- Мими Дивени — Фрингилья Виго
- Эймон Фаррен — Кагыр
- Уилсон Мбомио — Дара

## Реакция
Обозреватель интернет-ресурса IGN счёл четвёртый эпизод наименее удачным в первой половине сезона, несмотря на то, что он показывает, наконец, связь Геральта и Цири и содержит зрелищный бой на мечах. Проблемы «Банкетов, ублюдков и похорон» рецензент видит в замедлении темпов повествования, мелодраматичности ряда сцен, затянутости диалогов, карикатурности образа Калантэ (одного из важнейших персонажей), неуместном комизме поведения Лютика в важный для всего сериала момент. Плюсы эпизода, согласно той же рецензии, — эволюция характера Геральта и впечатляющий «львиный рык» Паветты.
Обозреватель сайта Vulture, по его словам, получил «настоящую радость» благодаря причудливому сюжету четвёртой серии. Он высоко оценил боевую сцену в этом эпизоде.